# Alexius Falconieri
Alexius (Aleš) Falconieri (po r. 1200, Florencie – 17. února 1310, Monte Senario) byl jedním ze sedmi zakladatelů řádu servitů, původně kupec ve Florencii, později řeholník. Katolickou církví je uctíván jako světec.

## Život
Alexius byl synem bohatého obchodníka a člena mocenské skupiny Guelfů, Bernarda Falconieriho. Zároveň byl strýcem svaté Juliány Falconieri. Poté, co se mu v letech 1215 a 1233 zjevila Panna Maria, Alexius se spolu se šesti druhy rozhodl změnit svůj způsob života. Začali žít v chudobě a pokání. Založili bratrstvo, které se mimo jiné mělo věnovat zástupnému pokání za hříchy jejich vrstevníků. Postupem času se přesunuli na Monte Senario, kde z této skupiny vznikl v roce 1233 nový řeholní řád. Alexius Falconieri zemřel 17. února 1310 ve věku více než sta let.